# Чистуха
Чистуха — село в Камешковском районе Владимирской области России, входит в состав Второвского муниципального образования.

## География
Село расположено в 10 км на запад от центра поселения села Второво и в 29 км на юго-запад от райцентра Камешково.

## История
Пустошь Чистуха упоминается в жалованной грамоте великого князя Иоанна III Васильевича Суздальскому Спасо-Евфимиеву монастырю 1479 года. Этой грамотой великий князь разрешил монастырю перезывать и селить людей в Чистуху и освобождал этих поселенцев от дани и пошлин на 10 лет. Впоследствии Чистуха значится в вотчине князей Вяземских. В 1694 году местным помещиком, стольником князем Петром Васильевичем Вяземским была построена в Чистухе церковь, которая в 1695 году была освящена во имя святого мученика Георгия. Вместо этой деревянной церкви в 1772 году на средства княгини Пелагеи Андреевны, вдовы Александра Ивановича Вяземского, была построена каменная церковь. Престолов в церкви два: в холодной — во имя Преосвященной Троицы, в теплой — во имя святого мученика Георгия.
В конце XIX — начале XX века — крупное село в составе Лаптевской волости Владимирского уезда.
В годы Советской власти и вплоть до 2005 года село входило в состав Второвского сельсовета (с 1998 года — сельского округа).

## Население
| 1859 | 1897 | 1905 | 1926 | 2002 | 2010 | 2021 |
| ---- | ---- | ---- | ---- | ---- | ---- | ---- |
| 398  | ↗656 | ↗716 | ↘614 | ↘7   | ↗9   | ↗124 |

## Достопримечательности

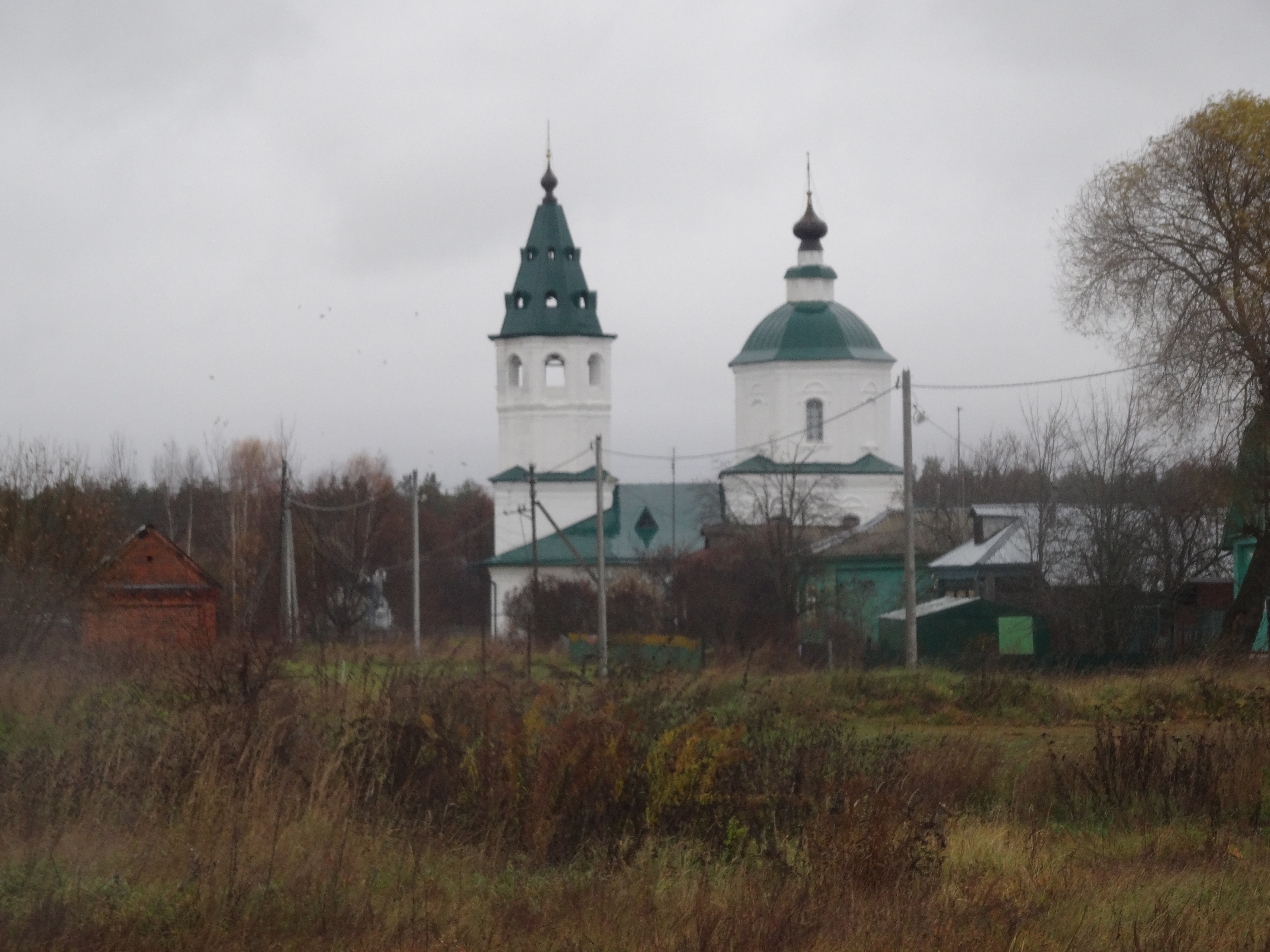

В селе находится действующая церковь Троицы Живоначальной (1772).